# تحدوني (رواية)
تحدّوني هي رواية غامضة صدرت عام 2012 من تأليف ميغان أبوت. تركز على التشجيع الأمريكي. يستكشف الكتاب موضوعات الصداقة والهوس والقوة. الشخصيات الرئيسية هي آدي، الراوية البالغة من العمر 16 عامًا، وصديقتها بيث ومدربة التشجيع.